# New Trolls (1979)
New Trolls è l'ottavo album in studio dei New Trolls, pubblicato nel 1979. E' noto anche come "La Barchetta" per l'immagine di copertina, raffigurante i componenti della band su un'imbarcazione

## Tracce

### Lato A
1. Fuoco - 4:30 (Sergio Bardotti - Gianni Belleno - Arturo Belloni - Giorgio D’Adamo - Vittorio De Scalzi - Nico Di Palo)
2. Che idea - 4:36 (Sergio Bardotti - Gianni Belleno - Arturo Belloni - Giorgio D’Adamo - Vittorio De Scalzi - Nico Di Palo)
3. Domenica di Napoli - 5:35 (Sergio Bardotti - Gianni Belleno - Arturo Belloni - Giorgio D’Adamo - Lucio Dalla - Vittorio De Scalzi - Nico Di Palo)
4. Immaginare - 4:35 (Sergio Bardotti - Gianni Belleno - Arturo Belloni - Giorgio D’Adamo - Vittorio De Scalzi - Nico Di Palo)

### Lato B
1. OK (Fiamme sul Pacifico) - 6:09 (Sergio Bardotti - Gianni Belleno - Arturo Belloni - Giorgio D’Adamo - Vittorio De Scalzi - Nico Di Palo)
2. In paradiso - 4:34 (Sergio Bardotti - Gianni Belleno - Arturo Belloni - Giorgio D’Adamo - Vittorio De Scalzi - Nico Di Palo)
3. Volo - 4:45 (Sergio Bardotti - Gianni Belleno - Arturo Belloni - Giorgio D’Adamo - Vittorio De Scalzi - Nico Di Palo)
4. Accendi la tua luce - 3:48 (Sergio Bardotti - Gianni Belleno - Arturo Belloni - Giorgio D’Adamo - Vittorio De Scalzi - Nico Di Palo - Gianfranco Lombardi)

### Tracce bonus nell’edizione CD
1. Musica - 3:40 (Gianni Belleno - Arturo Belloni - Giorgio D’Adamo - Vittorio De Scalzi - Nico Di Palo)
2. Poster - 4:28 (Claudio Baglioni - Antonio Coggio)

## Formazione
Gruppo
- Nico Di Palo - chitarre elettriche, voce; voce solista (tracce 1-3, 5, 6, 8)
- Ricky Belloni - chitarre elettriche ed acustiche, voce; voce solista (tracce 1, 3, 5, 8)
- Vittorio De Scalzi - pianoforte, sintetizzatori, armonica, voce; voce solista (tracce 1, 2, 5, 8)
- Giorgio Usai - sintetizzatori, voce; voce solista (traccia 5)
- Giorgio D'Adamo - basso
- Gianni Belleno - batteria, percussioni, voce; voce solista (tracce 2, 6, 8)

Altri musicisti
- Claudio Mattone - pianoforte
- Mario Scotti - basso